# Koszmosz–2281
A Koszmosz–2281 (oroszul: Космос 2281) Koszmosz műhold, a szovjet műszeres műhold-sorozat tagja, természetierőforrás-kutató műhold.

## Küldetés
Technikailag a harmadik generációs Zenyit-8 (17F116) műholdcsalád tagja. Kialakított pályasíkja mentén fototechnikai szolgálat. A Szovjetunió  nemzetgazdasága különféle ágainak érdekeiben természeti erőforrás-vizsgálatokat végzett.

## Jellemzői
Tervezte és építette a CSZKB (oroszul: Центральное специализированное конструкторское бюро) (ЦСКБ). Működtetésért felelős az MO RF (Министерство обороны Российской федерации) (Минобор РФ).
1994. június 7-én a Pleszeck űrrepülőtérről egy Szojuz–U háromlépcsős hordozórakétával indították Föld körüli pályára. Az orbitális egység pályája 89,7 perces, 82,5 fokos hajlásszögű, elliptikus pálya, melynek perigeuma 236 kilométer, apogeuma 293 kilométer volt. Hasznos tömege 6300 kilogramm. A sorozat felépítését, szerkezetét, alapvető fedélzeti rendszereit tekintve egységesített, szabványosított tudományos-kutató űreszköz. Áramforrása kémiai akkumulátor, szolgálati idejét az új technikai megoldásokkal 24 napra növelték.
Szolgálati feladatát teljesítve négy alkalommal végzett pályamódosítást. A Föld felszínét nagy felbontású (1 m) kamerák fotózták, több ezer képet készítve.
1994. június 29-én 23 napos szolgálati idő után, földi parancsra filmkapszulája belépett a légkörbe és hagyományos – ejtőernyős leereszkedés – módon visszatért a Földre. A visszatérési modul tömege 3100 kilogramm.